# Michael Cudlitz
Michael Cudlitz (født 30. november 1964 på Long Island, New York) er en amerikansk skuespiller. Han har gået på California Institute of the Arts, og er gift med Rachel Cudlitz. Han medvirker blandt andet i filmen Dragon: Legenden om Bruce Lee fra 1993.